# 三脚

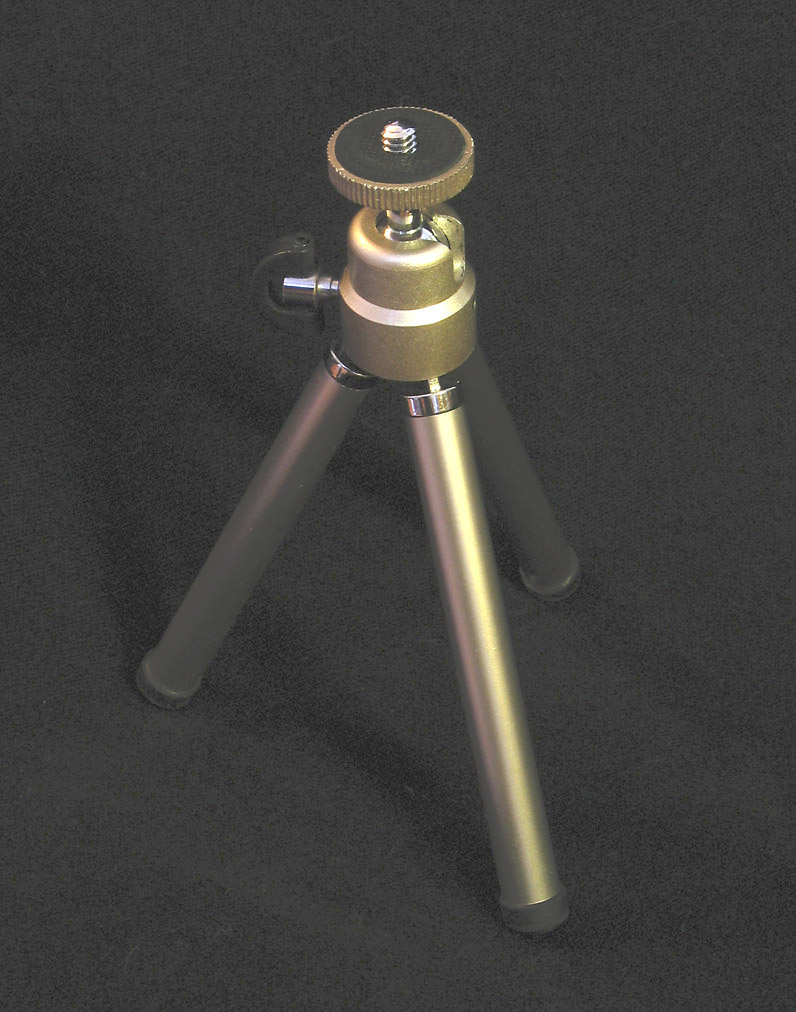
スチルカメラ用小型三脚

三脚（さんきゃく、Tripod ）は、三本の脚を持つ台のことである。三脚架（さんきゃくか）、三脚台（さんきゃくだい）、トライポッドなどともいう。

## カメラ用

### スチルカメラ用

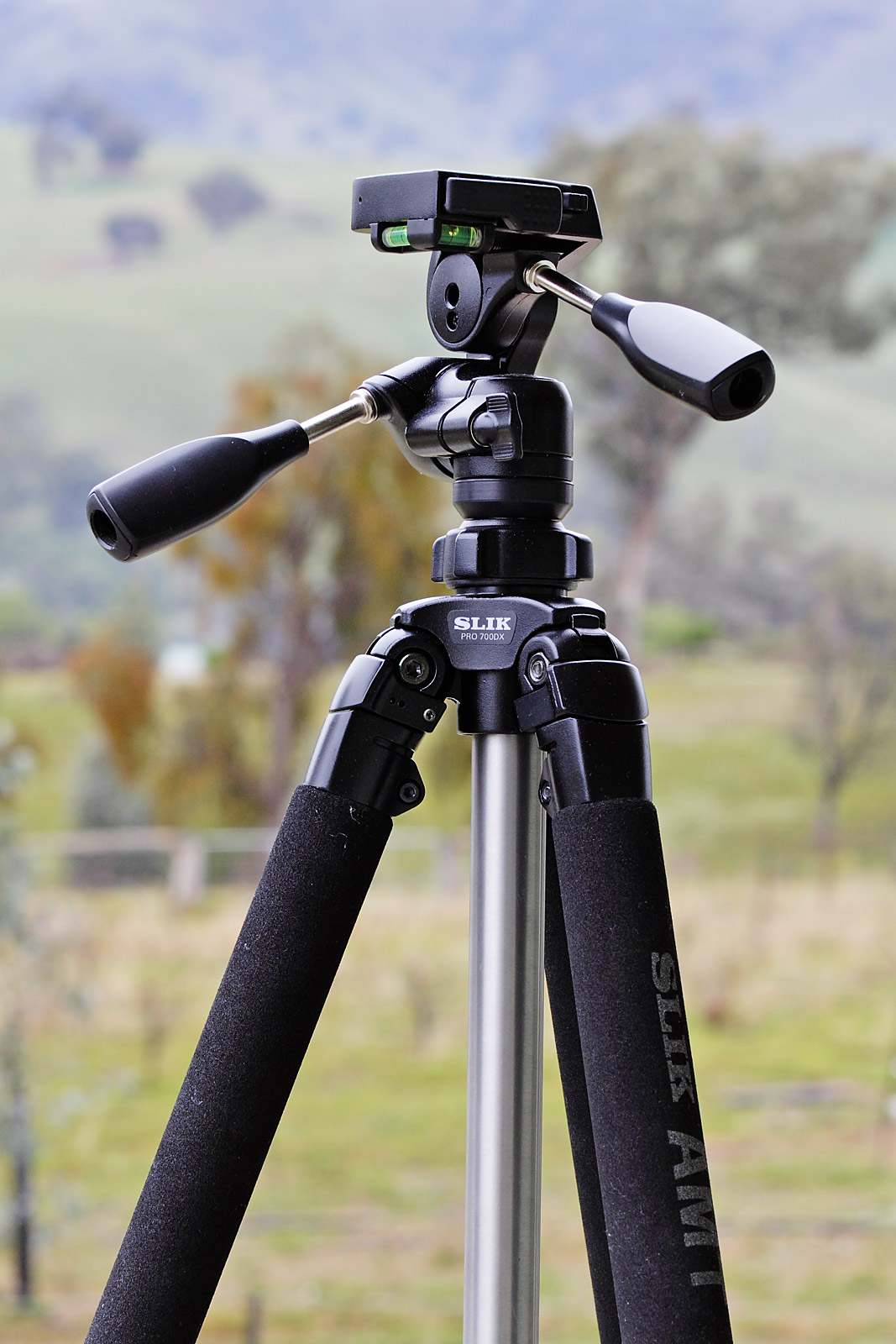
スチルカメラ用三脚

メーカーとしては日本のスリック、ベルボン、フランスのジッツオ、イタリアのマンフロット、アメリカ合衆国のクイックセット（Quick-Set ）、ドイツのリンホフ、イギリスのベンボー（Benbo ）などが知られている。
スチルカメラ用の一般的な三脚は、脚が丸型もしくは角型のパイプで作られ、2-5段に延長できる。カメラの高さを調整するたびに脚を延長するのでは面倒であり、また、微調整もできないことから、クランクで操作できるエレベーター機構を持つものが多い。また、用途や好みに合わせて雲台（ヘッド）を交換できるようになっている。
大型のカメラや望遠レンズを使うための比較的に頑丈で大きなものと、旅行時にセルフタイマーで記念撮影などを行うための小型のものに二分できる。後者は小型化するためにエレベーターもなく、雲台も固着していることが多い。大きさからいって地面や床に直接に設置するというより、机のような何か別のものに乗せて使い、カメラを自由な向きに向けて固定するといった使い方となる。素材はプラスチックやアルミニウム合金が用いられるが、大型のものになると軽量にするため炭素繊維強化プラスチック、マグネシウム合金も用いられる。特に大型のものになると、これらの素材では撓みが大きく安定性に欠けること、質量による安定化を狙うことの両面から鉄製の三脚も少なくない。
意図的にシャッター速度を遅くし、通常手持ちでは不可能な効果を狙った撮影も三脚の安定性を用いて可能になる。また、長時間露出の必要な暗い場所での撮影（夜景、天体写真）にも不可欠である。
脚を広げて設置した場合、その場を撮影者が占有してしまうなどの理由で、人の集まる場所では三脚の使用が禁止されるケースも少なくない。この場合、代わりに一脚を使用するなど、撮影者はマナーを考えた行動が必要である。
カメラ用三脚の取付けねじの規格では、ISO 1222およびJIS B 7103によってオスネジを1/4-20UNCまたは3/8-16UNC、長さ4.5mmと定めている。メスネジの寸法は互換性を考慮して許容差を大きくしている。日本では1/4-20UNCが一般的であり、これを「小ネジ」と称することがある。ドイツでは3/8-16UNCが一般的であり、これを「大ネジ」と称することがあるが、ドイツでも小ネジが一般的になりつつある。ただし、非常に重い超望遠レンズなどでは両方備えているものがある。

### ムービーカメラ（シネカメラ）用
スチルカメラ用と似ており、場合によっては流用もできるが、ムービー専用三脚は、重量や剛性の不足によるズレやブレを防ぐため、大きく重い傾向がある。スチル用と両方作っているメーカーが多いが、ドイツのザハトラー、イギリスのヴィンテン（Vinten ）、日本ではリーベック（Libec ）、昭特製作所など専業メーカーもある。
スチル用と異なる特徴としては、センターポール（エレベーター）が無く、素早くヘッドの水平を出すのためトッププレートの代わりに「ボールレベラー」がついていること、脚部が「ダブルシャンク」と呼ばれる細いパイプを2本ずつまとめた形態であること、「スプレッダー」と呼ばれる、石突き同士、あるいは1段目（一番上の段）の下端同士をつないで脚の開きを規制する部品を持つことなどが挙げられる。
雲台はクイックシューに対応し、垂直・水平方向に動かすための長い「パン棒」がついており、かつ、よりスムーズな追尾撮影ができるよう、雲台内部にシリコーンなどの「フルード」が封入されているものが多い。レベラーがあるため、スチル用のチルトハンドルに相当する調節機能はない。
テレビ放送のスタジオでよく見られる、ショルダータイプのビデオカメラ（ハンディカメラ）を支えるキャスター付き三脚をドリーと呼び、また、三脚状でない移動・昇降可能な大きな台のことをペデスタル（円筒形の台座の意）と呼ぶ。

## その他光学機器用途

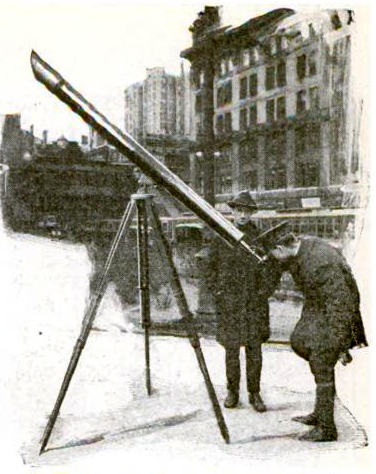
天体望遠鏡と三脚

天体観測に用いられる望遠鏡や測量などに用いられるトランシットなど、光学機器を使用する際に、手ぶれを防ぐ、あるいは機器から手を放してもよいように、安定して保持するための支えとして用いられる。
簡単に運搬できるように脚の開閉、伸縮ができるものが一般的だが、天体望遠鏡や大型双眼鏡の三脚は剛性を考慮し、開脚角度が一定で伸縮もできない三脚も多い。もちろん容易に設置、移動できるように蝶ナットを使うなど工夫されている。

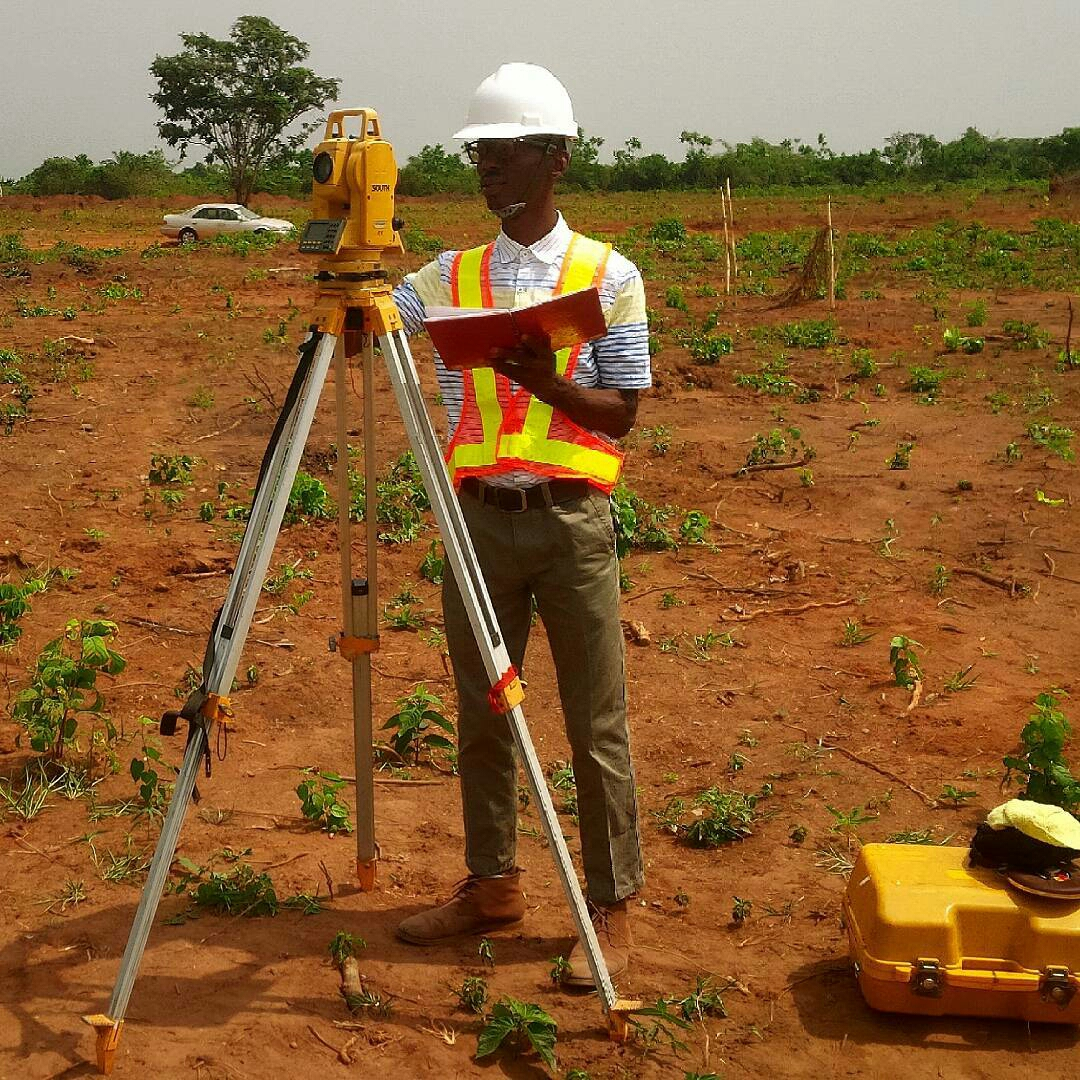

- ウィキメディア・コモンズには、測量用三脚に関するカテゴリがあります。

## 実験器具

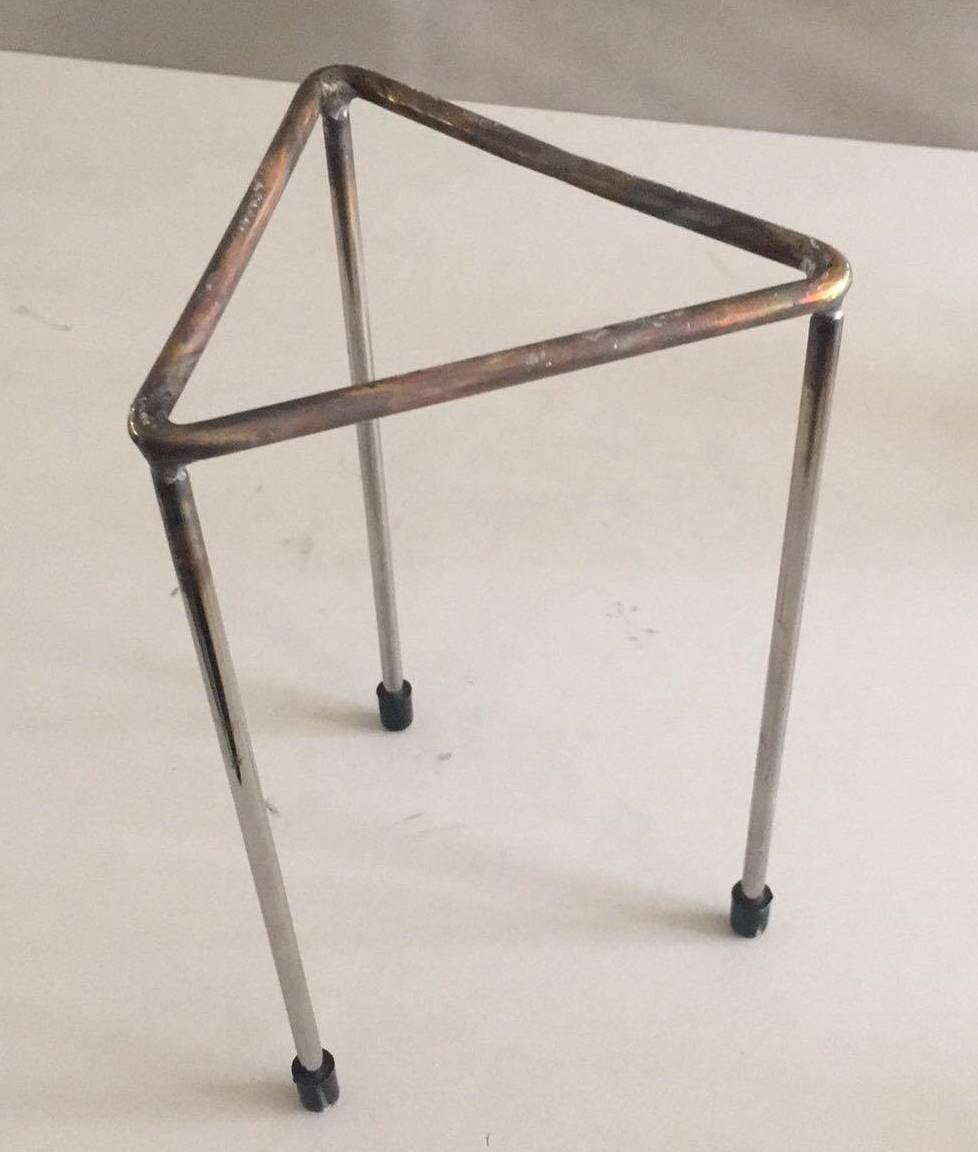

化学実験に用いられる三脚は、金属製で上部が輪になっており三本の脚によって支えられている。
上に三角架や金網を置き、その上にフラスコなどを載せて加熱する際に用いる。

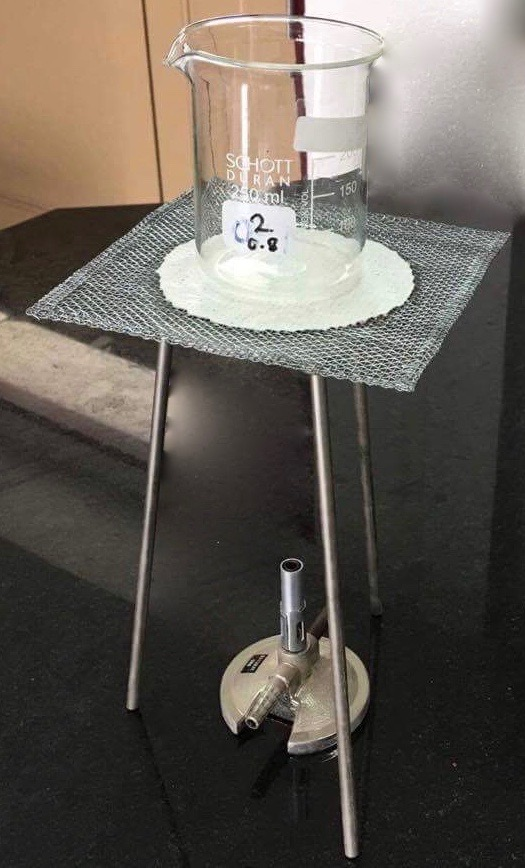
使用例

## 軍事用途

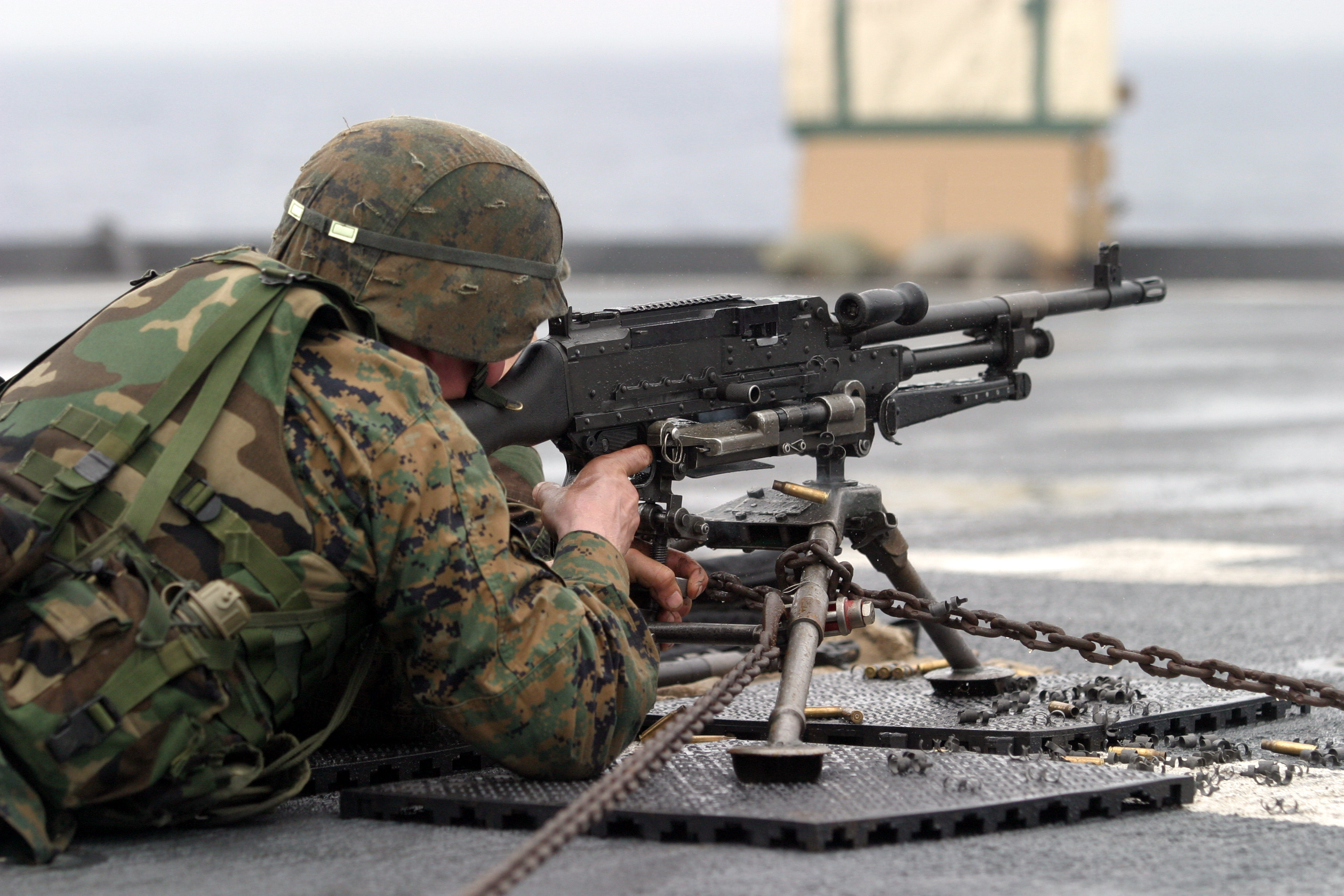
銃架としての三脚（M240機関銃）

銃架あるいは砲架として兵器類を地面に設置するのに使用される。反動吸収機構をもつもの、対空射撃のために大仰角を取ることができるものなどがある。
三脚は重いため、頻繁に移動する目的には向いておらず、特に一人で持ち運ぶ兵器には通常二脚（バイポッド）が選択される。射撃時では、二脚を使うときよりも、三脚を使用した時のほうが射撃精度が向上し、銃手の負担が少なくなる。アライメントは調整できるものの、剛性を確保するため伸縮機能や折り畳み構造を備えた製品は少ない。
機能の高いものは35-40kg程度の重さがあり、設営・撤退・移動の際は分解し、2-3名で分担して持ち運ぶ。

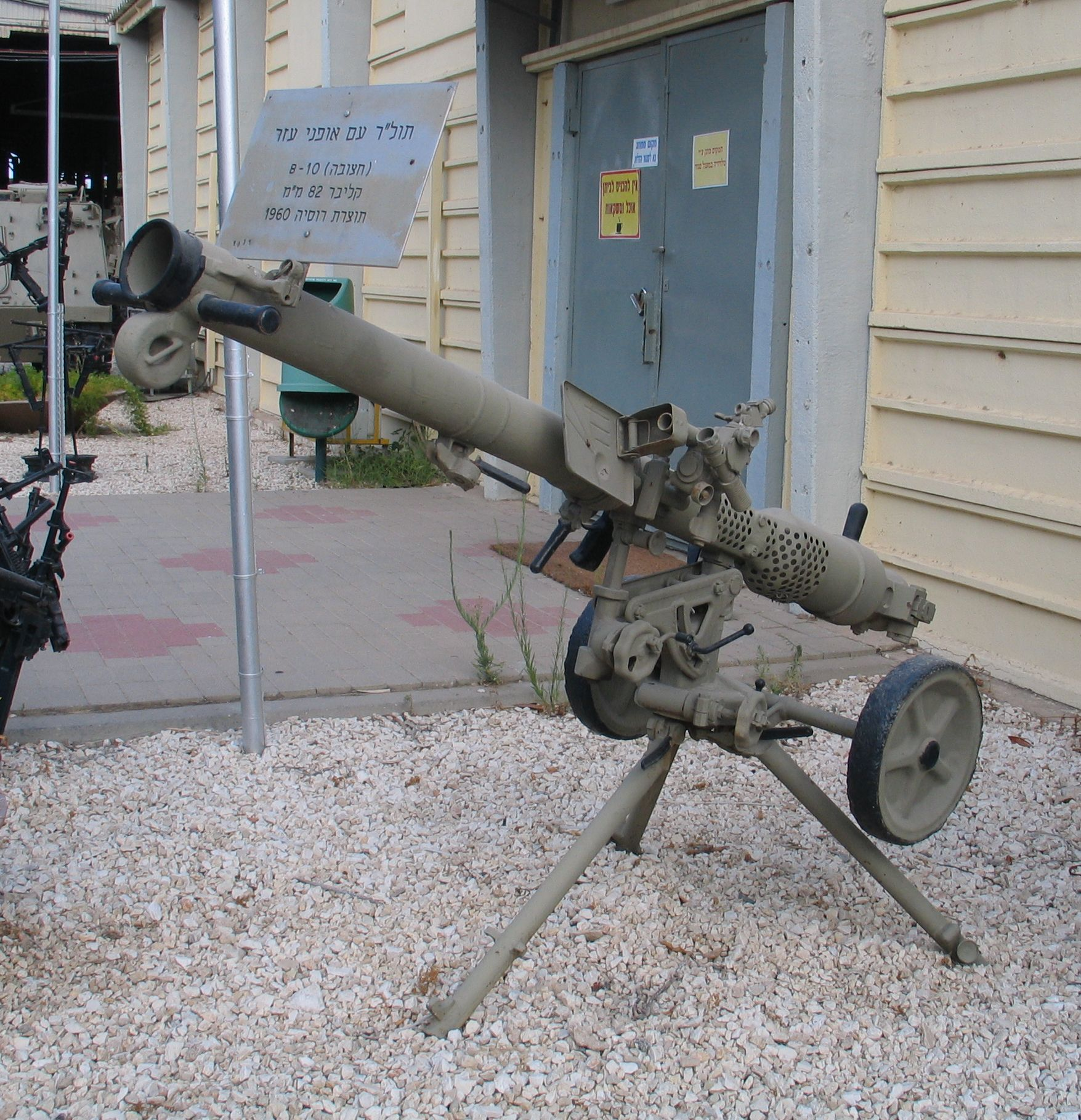
砲架としての三脚（B-10無反動砲）